# Галамбос, Эндрю Джозеф
Эндрю Джозеф Галамбос (собственно Галамбош, венг. Galambos Jozsef Andras; р. 28 июня 1924 года в Венгрии — 10 апреля 1997 года округ Ориндж, Калифорния) — венгерский астрофизик и философ, наиболее известный своей разработкой социальной структуры, которая стремилась бы к максимизации мира и свободы для всего человечества. Хотя в его взглядах было много общего с современными ему классическими либералами, у него была весьма оригинальная теория интеллектуальной собственности, а также специфические взгляды на безгосударственное общество полностью свободное от принуждения, политического либо иного характера. Его идеалистическая социальная структура, названная «Естественная Республика» опирается на широкий спектр вводных из точных наук, экономики и истории. Галамбос подчеркивал различие в теоретических подходах с Людвигом фон Мизесом, с котором сходился в части «субъективной теории стоимости», но различался в его оригинальном определении понятия собственности.